# Montiers-sur-Saulx
Montiers-sur-Saulx is een gemeente in het Franse departement Meuse (regio Grand Est) en telt 456 inwoners (1999).
De gemeente maakt deel uit van het kanton Ligny-en-Barrois in het arrondissement Bar-le-Duc. Voor maart 2015 was het de hoofdplaats van het kanton Montiers-sur-Saulx, dat toen werd opgeheven.

## Geografie
De oppervlakte van Montiers-sur-Saulx bedraagt 45,9 km², de bevolkingsdichtheid is 9,9 inwoners per km².
De onderstaande kaart toont de ligging van Montiers-sur-Saulx met de belangrijkste infrastructuur en aangrenzende gemeenten.

## Demografie
Onderstaande figuur toont het verloop van het inwonertal (bron: INSEE-tellingen).